# Championnats du monde de duathlon
Ne doit pas être confondu avec Championnats du monde de duathlon longue distance.
Les championnats du monde de duathlon se sont déroulés pour la première fois en 1990.
Les courses du championnat élite sont actuellement courus sur un standard : distance de 10 km de course à pied, 20 km de cyclisme et 5 km de course à pied.
Ces différentes épreuves sont organisées par la Fédération internationale de triathlon (World Triathlon).

## Palmarès

### Élites
| Année | Homme                                                | Homme                                                | Homme                                                | Femme                                                | Femme                                                | Femme                                                |
| Année | Or                                                   | Argent                                               | Bronze                                               | Or                                                   | Argent                                               | Bronze                                               |
| ----- | ---------------------------------------------------- | ---------------------------------------------------- | ---------------------------------------------------- | ---------------------------------------------------- | ---------------------------------------------------- | ---------------------------------------------------- |
| 1990  | Kenny Souza États-Unis                               | George Pierce États-Unis                             | Benjamín Pareves Mexique                             | Thea Sybesma Pays-Bas                                | Donna Landreville États-Unis                         | Sylviane Puntous Canada                              |
| 1991  | Matthew Brick Nouvelle-Zélande                       | Jeff Devlin États-Unis                               | Shane Cleveland États-Unis                           | Erin Baker Nouvelle-Zélande                          | Donna Peters États-Unis                              | Thea Sybesma Pays-Bas                                |
| 1992  | Matthew Brick Nouvelle-Zélande                       | Benjamin Pareves Mexique                             | Mark Koks Pays-Bas                                   | Jenny Alcorn Australie                               | Sue Schlatter Canada                                 | Thea Sybesma Pays-Bas                                |
| 1993  | Greg Welch Australie                                 | Urs Dellsperger Suisse                               | Spencer Smith Royaume-Uni                            | Carol Montgomery Canada                              | Irma Heeren Pays-Bas                                 | Maddy Tormoen États-Unis                             |
| 1994  | Normann Stadler Allemagne                            | Urs Dellsperger Suisse                               | Andrew Noble Australie                               | Irma Heeren Pays-Bas                                 | Natascha Badmann Suisse                              | Jackie Gallagher Australie                           |
| 1995  | Oscar Galíndez Argentine                             | Urs Dellsperger Suisse                               | Normann Stadler Allemagne                            | Natascha Badmann Suisse                              | Sybille Blersch Suisse                               | Irma Heeren Pays-Bas                                 |
| 1996  | Andrew Noble Australie                               | Štepán Chroustovský Tchéquie                         | Tim Bentley Australie                                | Jackie Gallagher Australie                           | Lucy Smith Canada                                    | Susanne Nedergaard Danemark                          |
| 1997  | Jonathan Hall Australie                              | Yann Millon France                                   | Nicolas Lebrun France                                | Irma Heeren Pays-Bas                                 | Michelle Dillon Australie                            | Virginia Berasategui Espagne                         |
| 1998  | Yann Millon France                                   | Nicolas Lebrun France                                | Andrew Noble Australie                               | Irma Heeren Pays-Bas                                 | Edwige Pitel France                                  | Dolorita Fuchs-Gerber Suisse                         |
| 1999  | Yann Millon France                                   | Jurgen Dereere Belgique                              | Raúl Llamazares Espagne                              | Jackie Gallagher Australie                           | Emma Carney Australie                                | Fiona Lothian Royaume-Uni                            |
| 2000  | Benny Vansteelant Belgique                           | Yann Millon France                                   | Huub Maas Pays-Bas                                   | Stephanie Forrester Royaume-Uni                      | Siri Lindley États-Unis                              | Christiane Söder Allemagne                           |
| 2001  | Benny Vansteelant Belgique                           | Marcel Laros Pays-Bas                                | Luca Barzaghi Italie                                 | Erika Csomor Hongrie                                 | Michelle Dillon Royaume-Uni                          | Annie Emmerson Royaume-Uni                           |
| 2002  | Tim Don Royaume-Uni                                  | Greg Bennett Australie                               | Luca Barzaghi Italie                                 | Corinne Raux France                                  | Erika Csomor Hongrie                                 | Edwige Pitel France                                  |
| 2003  | Benny Vansteelant Belgique                           | Jonathan Hall Australie                              | Alessandro Alessandri Italie                         | Edwige Pitel France                                  | Audrey Cléau France                                  | Vicki Pincombe Royaume-Uni                           |
| 2004  | Benny Vansteelant Belgique                           | Lino Barruncho Portugal                              | Nicolas Lebrun France                                | Erika Csomor Hongrie                                 | Analeah Emmerson Royaume-Uni                         | Laura Giordano Italie                                |
| 2005  | Paul Amey Royaume-Uni                                | Tim Don Royaume-Uni                                  | Javier García Espagne                                | Michelle Dillon Royaume-Uni                          | Catriona Morrison Royaume-Uni                        | Andrea Whitcombe Royaume-Uni                         |
| 2006  | Leon Griffin Australie                               | Jurgen Dereere Belgique                              | Rob Woestenborghs Belgique                           | Catriona Morrison Royaume-Uni                        | Lucy Smith Canada                                    | Laura Giordano Italie                                |
| 2007  | Paul Amey Royaume-Uni                                | Jurgen Dereere Belgique                              | Sergio Silva Portugal                                | Vanessa Fernandes Portugal                           | Michelle Dillon Royaume-Uni                          | Erika Csomor Hongrie                                 |
| 2008  | Rob Woestenborghs Belgique                           | Paul Amey Royaume-Uni                                | Bart Aernouts Belgique                               | Vanessa Fernandes Portugal                           | Catriona Morrison Royaume-Uni                        | Ana Burgos Espagne                                   |
| 2009  | Jarrod Shoemaker États-Unis                          | Damien Derobert France                               | Jurgen Dereere Belgique                              | Vendula Frintová Tchéquie                            | Sandra Levenez France                                | Ana Burgos Espagne                                   |
| 2010  | Bart Aernouts Belgique                               | Rob Woestenborghs Belgique                           | Joerie Vansteelant Belgique                          | Catriona Morrison Royaume-Uni                        | Sandra Levenez France                                | Felicity Sheedy-Ryan Australie                       |
| 2011  | Roger Roca Dalmau Espagne                            | Victor Del Corral Morales Espagne                    | Benoît Nicolas France                                | Katie Hewison Royaume-Uni                            | Jenny Schulz Allemagne                               | Sandra Levenez France                                |
| 2012  | Emilio Martin Espagne                                | Antoine Duvivier Belgique                            | Benoît Nicolas France                                | Felicity Sheedy-Ryan Australie                       | Katie Hewison Royaume-Uni                            | Sandra Levenez France                                |
| 2013  | Rob Woestenborghs Belgique                           | Emilio Martin Espagne                                | Benoît Nicolas France                                | Ai Ueda Japon                                        | Sandra Levenez France                                | Jenny Schulz Allemagne                               |
| 2014  | Benoît Nicolas France                                | Étienne Diemunsch France                             | Emilio Martin Espagne                                | Sandra Levenez France                                | Gillian Backhouse Australie                          | Sabrina Godard France                                |
| 2015  | Emilio Martin Espagne                                | Benoît Nicolas France                                | Mark Buckingham Royaume-Uni                          | Emma Pallant Royaume-Uni                             | Ai Ueda Japon                                        | Sandra Levenez France                                |
| 2016  | Richard Murray Afrique du Sud                        | Emilio Martin Espagne                                | Jorik Van Egdom Pays-Bas                             | Emma Pallant Royaume-Uni                             | Andrea Steyn Afrique du Sud                          | Margarita Garcia Cañellas Espagne                    |
| 2017  | Benoît Nicolas France                                | Emilio Martin Espagne                                | Mark Buckingham Royaume-Uni                          | Felicity Sheedy-Ryan Australie                       | Margarita Garcia Cañellas Espagne                    | Emma Pallant Royaume-Uni                             |
| 2018  | Andreas Schilling Danemark                           | Yohan Le Berre France                                | Mark Buckingham Royaume-Uni                          | Sandrina Illes Autriche                              | Ai Ueda Japon                                        | Georgina Schwiening Royaume-Uni                      |
| 2019  | Benjamin Choquert France                             | Emilio Martin Espagne                                | Angelo Vandecasteele Espagne                         | Sandra Levenez France                                | Sandrina Illes Autriche                              | Garance Blaut France                                 |
| 2020  | Édition annulée en raison de la pandémie de Covid-19 | Édition annulée en raison de la pandémie de Covid-19 | Édition annulée en raison de la pandémie de Covid-19 | Édition annulée en raison de la pandémie de Covid-19 | Édition annulée en raison de la pandémie de Covid-19 | Édition annulée en raison de la pandémie de Covid-19 |
| 2021  | Nathan Guerbeur France                               | Maxime Hueber-Moosbrugger France                     | Arnaud Dely Belgique                                 | Joselyn Brea Venezuela                               | Ai Ueda Japon                                        | Marion Legrand France                                |
| 2022  | Krilan Le Bihan France                               | Benjamin Choquert France                             | Maxime Hueber-Moosbrugger France                     | Joselyn Brea Venezuela                               | Céline Kaiser Allemagne                              | Ai Ueda Japon                                        |
| 2023  | Mario Mola Espagne                                   | Benjamin Choquert France                             | Krilan Le Bihan France                               | Emma Pallant Royaume-Uni                             | Zsanett Bragmayer Hongrie                            | Ai Ueda Japon                                        |
| 2024  | Javier Martín Morales Espagne                        | Benjamin Choquert France                             | Thomas Laurent France                                | Marion Legrand France                                | Richelle Hill Australie                              | Jeanne Dupont Belgique                               |
| 2025  | Benjamin Choquert France                             | Arnaud Dely Belgique                                 | Antonio Serrat Espagne                               | Giorgia Priarone Italie                              | María Varo Zubiri Espagne                            | Camille Laurent France                               |

### Moins de 23 ans
| Année | Homme                                                | Homme                                                | Homme                                                | Femme                                                | Femme                                                | Femme                                                |
| Année | Or                                                   | Argent                                               | Bronze                                               | Or                                                   | Argent                                               | Bronze                                               |
| ----- | ---------------------------------------------------- | ---------------------------------------------------- | ---------------------------------------------------- | ---------------------------------------------------- | ---------------------------------------------------- | ---------------------------------------------------- |
| 2003  | Joerie Vansteelant Belgique                          | Santiago Alves Ascenco Brésil                        | Andy Sutz Suisse                                     | Nicola Spirig Suisse                                 | Arianna Morosin Italie                               | Monika Brandt Suisse                                 |
| 2004  | Joerie Vansteelant Belgique                          | Jose Tovar Espagne                                   | Benjamin Grenetier France                            | Miek Vyncke Belgique                                 | Barbara Zutt Pays-Bas                                | Michelle Fangmann Pays-Bas                           |
| 2005  | Sven Schelling Suisse                                | Joerie Vansteelant Belgique                          | Bart Aernouts Belgique                               | Miek Vyncke Belgique                                 | Andrea Horak Afrique du Sud                          | Linda Schuecker Allemagne                            |
| 2006  | Sergio Silva Portugal                                | Bart Aernouts Belgique                               | Sven Schelling Suisse                                | Miek Vyncke Belgique                                 | Andrea Horak Afrique du Sud                          | Catherine Hogan Canada                               |
| 2007  | Bojan Cebin Slovénie                                 | Bart Aernouts Belgique                               | Jose Miguel Perez Espagne                            | Charlotte Gauchet France                             | Ewa Bugdol Pologne                                   | Sarah Roy Australie                                  |
| 2008  | Bojan Cebin Slovénie                                 | Alessandro Fabian Italie                             | Ritchie Nicholls Royaume-Uni                         | Agnieszka Jerzyk Pologne                             | Olesya Prystayko Ukraine                             | Morgane Riou France                                  |
| 2009  | Alessandro Fabian Italie                             | Antoine Duvivier Belgique                            | Tiago Silva Portugal                                 | Evgenia Sukhoruchenkova Russie                       | Kinga Lauf Hongrie                                   | .                                                    |
| 2010  | Étienne Diemunsch France                             | Matthew Gunby Royaume-Uni                            | Oscar Vicente Espagne                                | Sophie Coleman Royaume-Uni                           | Lois Rosindale Royaume-Uni                           | Alice Capone Italie                                  |
| 2011  | Étienne Diemunsch France                             | Matthew Gunby Royaume-Uni                            | Miguel Arraiolos Portugal                            | Alexandra Cassan-Ferrier France                      | Sofie Hooghe Belgique                                | Arina Shulgina Russie                                |
| 2012  | Thomas André France                                  | Albert Moreno Molins Espagne                         | Felix Duchampt France                                | Alexandra Cassan-Ferrier France                      | Sofie Hooghe Belgique                                | Melina Alonsobr Espagne                              |
| 2013  | Richard Horton Royaume-Uni                           | Peter Østergaard Danemark                            | Connor Darlington Canada                             | Petra Fasungova Slovaquie                            | Natsumi Takahashi Japon                              | Miki Sakai Japon                                     |
| 2014  | David Castro Fajardo Espagne                         | Fabian Villanueva Mexique                            | Alberto Della Pasqua Italie                          | Gillian Backhouse Australie                          | Miriam Casillas García Espagne                       | Georgina Schwiening Royaume-Uni                      |
| 2015  | Matthew McElroy États-Unis                           | Dylan Evans Australie                                | Adam Rudgley Australie                               | Annelise Jefferies Australie                         | Giorgia Priarone Italie                              | Yukino Andobr Japon                                  |
| 2016  | Jorik Van Egdom Pays-Bas                             | Daniel Canala Australie                              | João Pedro Ferreira Pereira Portugal                 | Claudia Luna Espagne                                 | Noelia Juan Espagne                                  | - 0                                                  |
| 2017  | Richard Allen Royaume-Uni                            | Javier Martin Morales Espagne                        | Adrien Briffod Suisse                                | Lucie Picard France                                  | Georgina Schwiening Royaume-Uni                      | Sayu Arizono Japon                                   |
| 2018  | Arnaud Dely Belgique                                 | Krzysztof Hadas Pologne                              | Wesley Mols Pays-Bas                                 | Lucie Picard France                                  | Sophie Van Der Most Pays-Bas                         | Hikari Tamura Japon                                  |
| 2019  | Arnaud Mengal Belgique                               | Arnaud Dely Belgique                                 | Thomas Cremers Pays-Bas                              | Edymar Daniely Brea Abreu Venezuela                  | Marta Pintanel Raymundo Espagne                      | - 0                                                  |
| 2020  | Édition annulée en raison de la pandémie de Covid-19 | Édition annulée en raison de la pandémie de Covid-19 | Édition annulée en raison de la pandémie de Covid-19 | Édition annulée en raison de la pandémie de Covid-19 | Édition annulée en raison de la pandémie de Covid-19 | Édition annulée en raison de la pandémie de Covid-19 |
| 2021  | Stef Corthouts Belgique                              | Joan Wäger Pons Espagne                              | Victor Emmanuel Zambrano Gonzalez Mexique            | Luisa Daniela Baca Vargas Mexique                    | Laura Swannet Belgique                               | Marina Muñoz Hernando Espagne                        |
| 2022  | Thibaut De Smet Belgique                             | Giani Vanden Broucke Belgique                        | Simon Davis Royaume-Uni                              | Tünde Bukovszki Hongrie                              | Marta Romance Espagne                                | Hanna Breitner Hongrie                               |
| 2023  | Riccardo Martellato Italie                           | Hugo Figueiredo Portugal                             | Jose Ignacio Galvez Ponce Espagne                    | Asia Mercatelli Italie                               | Chiara Lobba Italie                                  | Eléonore Hiller Belgique                             |

### Juniors
| Année | Homme                         | Homme                             | Homme                        | Femme                            | Femme                             | Femme                            |
| Année | Or                            | Argent                            | Bronze                       | Or                               | Argent                            | Bronze                           |
| ----- | ----------------------------- | --------------------------------- | ---------------------------- | -------------------------------- | --------------------------------- | -------------------------------- |
| 2003  | Peter Croes Belgique          | Charles Rusterholz Suisse         | Fabien Gothuey Suisse        | Vanessa Fernandes Portugal       | Gitta Arany Hongrie               | Sarah Bryant Nouvelle-Zélande    |
| 2004  | Oliver Freeman Royaume-Uni    | William Clarke Royaume-Uni        | Martin Urbanovsky Slovaquie  | Renata Koch Hongrie              | Nicole Hofer Suisse               | Anna Hamilton Nouvelle-Zélande   |
| 2005  | Oliver Freeman Royaume-Uni    | Ritchie Nicholls Royaume-Uni      | Bojan Cebin Slovénie         | Rebecca Spence Nouvelle-Zélande  | Gitta Arany Hongrie               | Rosie Clarke Royaume-Uni         |
| 2006  | Steve Duplinsky États-Unis    | Alistair Brownlee Royaume-Uni     | José Estrangeiro Portugal    | Rebecca Spence Nouvelle-Zélande  | Kirsten Sweetland Canada          | Sarah-Anne Brault Canada         |
| 2007  | Richard Murray Afrique du Sud | Alistair Brownlee Royaume-Uni     | José Estrangeiro Portugal    | Zsofia Toth Hongrie              | Agnieszka Jerzyk Pologne          | Agnes Kostyal Hongrie            |
| 2008  | Richard Murray Afrique du Sud | Alex Ascenzi Italie               | Oscar Vicente Espagne        | Sophie Coleman Royaume-Uni       | Ruth Nivon Machoud Mexique        | Barbara Balogh Hongrie           |
| 2009  | Lukas Verzbicas États-Unis    | Mario Mola Espagne                | Carlos Chavez Mexique        | Sophie Coleman Royaume-Uni       | Vicky Graves Royaume-Uni          | Marjon Van Der Wansem Pays-Bas   |
| 2010  | Uxío Abuin Espagne            | Michael Gosman Australie          | Jose Luis Cordova Mexique    | Sofie Hooghe Belgique            | Marjon Van Der Wansem Pays-Bas    | Liis-grete Arro Estonie          |
| 2011  | Matthias Steinwandter Italie  | David Mendoza Mexique             | David Castro Fajardo Espagne | Joselyn Brea Venezuela           | Elena Maria Petrini Italie        | Melina Alonso Espagne            |
| 2012  | Richard Horton Royaume-Uni    | Matthias Steinwandter Italie      | Bob Haller Luxembourg        | Georgia Taylor-Brown Royaume-Uni | Georgina Schwiening Royaume-Uni   | Jeanne Lehair France             |
| 2013  | Jorik Van Egdom Pays-Bas      | Anders Lund Hansen Danemark       | Calum Johnson Royaume-Uni    | Georgina Schwiening Royaume-Uni  | Ivana Kuriackova Slovaquie        | Kate Curran Royaume-Uni          |
| 2014  | Jacob Birtwhistle Australie   | Antonio Serrat Seoane Espagne     | Gustav Iden Norvège          | Angelica Olmo Italie             | Fumika Matsumo Japon              | Claudia Luna Espagne             |
| 2015  | Ben Dijkstra Royaume-Uni      | Luke Willian Australie            | Daniel Canala Australie      | Gizelde Strauss Afrique du Sud   | Katherine Badham Nouvelle-Zélande | Sayu Arizono Japon               |
| 2016  | Alex Yee Royaume-Uni          | Alberto González García Espagne   | Javier Lluch Perez Espagne   | Delia Sclabas Suisse             | Kate Waugh Royaume-Uni            | Madalena Amaral Almeida Portugal |
| 2017  | Cameron Richard Royaume-Uni   | Jorge Andre Cabrera Silva Mexique | Thomas Cremers Mexique       | Delia Sclabas Suisse             | Desirae Ridenour Canada           | Itzel Arroyo Aquino Mexique      |

## Éditions
| Année | Date                                                 | Ville                                                | Pays                                                 | Distances de courses (kilomètres)                    | Distances de courses (kilomètres)                    | Distances de courses (kilomètres)                    |
| Année | Date                                                 | Ville                                                | Pays                                                 | Course à pied 1                                      | Cyclisme                                             | Course à pied 2                                      |
| ----- | ---------------------------------------------------- | ---------------------------------------------------- | ---------------------------------------------------- | ---------------------------------------------------- | ---------------------------------------------------- | ---------------------------------------------------- |
| 1990  | 24 novembre                                          | Cathedral City                                       | États-Unis                                           | 10                                                   | 60                                                   | 10                                                   |
| 1991  | 30 novembre                                          | Cathedral City                                       | États-Unis                                           | 10                                                   | 60                                                   | 10                                                   |
| 1992  | 7 juin                                               | Frankfurt                                            | Allemagne                                            | 10                                                   | 60                                                   | 10                                                   |
| 1993  | 17 octobre                                           | Arlington                                            | États-Unis                                           | 5                                                    | 50                                                   | 5                                                    |
| 1994  | 19 novembre                                          | Hobart                                               | Australie                                            | 10                                                   | 40                                                   | 5                                                    |
| 1995  | 3 novembre                                           | Cancún                                               | Mexique                                              | 10                                                   | 40                                                   | 5                                                    |
| 1996  | 14–15 septembre                                      | Ferrare                                              | Italie                                               | 10                                                   | 40                                                   | 5                                                    |
| 1997  | 13 septembre                                         | Guernica                                             | Espagne                                              | 10                                                   | 40                                                   | 5                                                    |
| 1998  | 23 août                                              | St. Wendel                                           | Allemagne                                            | 10                                                   | 40                                                   | 5                                                    |
| 1999  | 17 octobre                                           | Huntersville                                         | États-Unis                                           | 10                                                   | 40                                                   | 5                                                    |
| 2000  | 8 octobre                                            | Calais                                               | France                                               | 10                                                   | 40                                                   | 5                                                    |
| 2001  | 11 septembre                                         | Rimini                                               | Italie                                               | 10                                                   | 40                                                   | 5                                                    |
| 2002  | 20 octobre                                           | Alpharetta                                           | États-Unis                                           | 10                                                   | 40                                                   | 5                                                    |
| 2003  | 31 août                                              | Affoltern                                            | Suisse                                               | 10                                                   | 40                                                   | 5                                                    |
| 2004  | 30 mai                                               | Geel                                                 | Belgique                                             | 10                                                   | 40                                                   | 5                                                    |
| 2005  | 25 septembre                                         | Newcastle                                            | Australie                                            | 10                                                   | 40                                                   | 5                                                    |
| 2006  | 29 juillet                                           | Corner Brook                                         | Canada                                               | 10                                                   | 40                                                   | 5                                                    |
| 2007  | 19 mai                                               | Győr                                                 | Hongrie                                              | 10                                                   | 40                                                   | 5                                                    |
| 2008  | 27 septembre                                         | Rimini                                               | Italie                                               | 10                                                   | 40                                                   | 5                                                    |
| 2009  | 26 septembre                                         | Concord                                              | États-Unis                                           | 10                                                   | 40                                                   | 5                                                    |
| 2010  | 3–5 septembre                                        | Édimbourg                                            | Écosse                                               | 10                                                   | 38.4                                                 | 5                                                    |
| 2011  | 24–25 septembre                                      | Gijón                                                | Espagne                                              | 10                                                   | 40                                                   | 5                                                    |
| 2012  | 22–23 septembre                                      | Nancy                                                | France                                               | 10                                                   | 40                                                   | 5                                                    |
| 2013  | 26–27 juillet                                        | Cali Ottawa                                          | Colombie Canada                                      | 10                                                   | 37                                                   | 5                                                    |
| 2014  | 31 mai–1er juin                                      | Pontevedra                                           | Espagne                                              | 10                                                   | 40                                                   | 5                                                    |
| 2015  | 14–18 octobre                                        | Adélaïde                                             | Australie                                            | 10                                                   | 40                                                   | 5                                                    |
| 2016  | 4–5 juin                                             | Avilés                                               | Espagne                                              | 10                                                   | 40                                                   | 5                                                    |
| 2017  | 19 août                                              | Penticton                                            | Canada                                               | 10                                                   | 40.5                                                 | 5                                                    |
| 2018  | 6 juillet                                            | Fyn                                                  | Danemark                                             | 10                                                   | 40                                                   | 5                                                    |
| 2019  | 27 avril                                             | Pontevedra                                           | Espagne                                              | 10                                                   | 40                                                   | 5                                                    |
| 2020  | Édition annulée en raison de la pandémie de Covid-19 | Édition annulée en raison de la pandémie de Covid-19 | Édition annulée en raison de la pandémie de Covid-19 | Édition annulée en raison de la pandémie de Covid-19 | Édition annulée en raison de la pandémie de Covid-19 | Édition annulée en raison de la pandémie de Covid-19 |
| 2021  | 6–7 novembre                                         | Avilés                                               | Espagne                                              | 10                                                   | 40                                                   | 5                                                    |
| 2022  | 10 juin                                              | Târgu Mureș                                          | Roumanie                                             | 10                                                   | 37.5                                                 | 5                                                    |
| 2023  | 29 avril                                             | Ibiza                                                | Espagne                                              | 5                                                    | 20                                                   | 2.5                                                  |
| 2024  | 16 août                                              | Townsville                                           | Australie                                            | 1.5                                                  | 20                                                   | 2.5                                                  |
| 2025  | 21 et 22 juin                                        | Pontevedra                                           | Espagne                                              | 1.5                                                  | 20                                                   | 2.5                                                  |